# Trứng cá muối

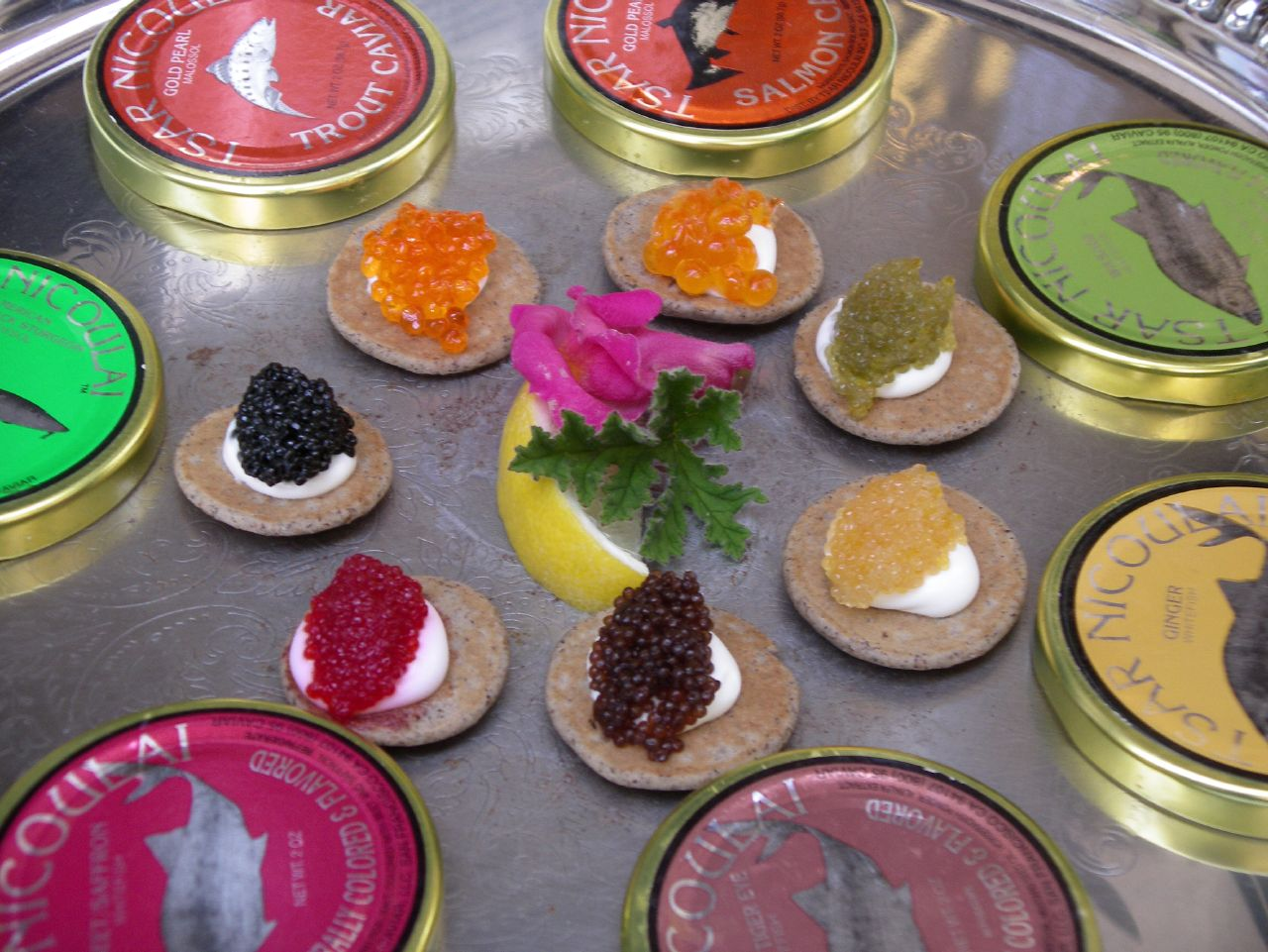
Bảy loại trứng cá muối

Trứng cá muối là trứng của nhiều loại cá khác nhau được chế biến bằng cách ướp muối, mà nổi tiếng nhất là từ trứng cá tầm. Nó được buôn bán trên thị trường thế giới như là đồ cao lương mỹ vị (trứng cá tầm) và được ăn chủ yếu trong dạng đồ phết trên các đồ nguội khai vị hay ăn với sushi. Trong tiếng Anh, nó được gọi là caviar, có nguồn gốc từ خاگ‌آ (Khag-avar) trong tiếng Ba Tư, có nghĩa là "vật sinh trứng". Trên thực tế, trong tiếng Ba Tư, tên gọi này được dùng để chỉ chính cá tầm và sản phẩm của nó là trứng cá tầm.

## Khai thác
Hiện nay, trứng cá muối tốt nhất có được là từ cá tầm được Nga và Iran đánh bắt ở biển Caspi. Các loại trứng cá muối đắt nhất là các loại Beluga, Ossetra, and Sevruga (lưu ý rằng trứng cá muối Beluga thu được từ cá tầm trắng, tiếng Nga: Белуга-Beluga, mà không phải từ cá voi trắng cũng có tên bằng tiếng Nga là Белуга-Beluga). Loại trứng cá muối màu vàng từ cá tầm sông Danube đã từng là món ăn khoái khẩu của các vị vua chúa phương Tây nhưng ngày nay loài cá này đã gần như tuyệt chủng. Việc đánh bắt và khai thác quá tải cũng như sự ô nhiễm nguồn nước đã làm cho người ta phải tìm các nguồn thay thế rẻ tiền hơn, được chế biến từ trứng cá hồi trắng và cá hồi Bắc Đại Tây Dương và làm cho chúng trở nên phổ biến hơn. Đây cũng là lý do tại sao ngày nay trong một số văn bản thì người ta dịch caviar thành trứng cá hồi. Từ "malossol" trên tem mác các loại trứng cá muối trong tiếng Nga có nghĩa là "ít muối", và nó chỉ ra rằng các loại trứng cá này được chế biến với một lượng tối thiểu muối ăn.
Trong những năm gần đây, việc nuôi cá tầm đã tăng lên, đặc biệt là tại Pháp, Uruguay và miền nam California của Hoa Kỳ và trứng cá tầm thìa đã được phổ biến trên thị trường. Các loại trứng cá muối giá rẻ này cũng thu được từ các loại cá thuộc họ cá tầm. Gần đây thì lượng cá cho phép khai thác tự nhiên đã giảm xuống và nó là lý do của sự tăng giá các loại trứng cá muối.Do giá cả rất cao của nó, nên trong văn hóa phương Tây thì các loại trứng cá muối đồng nghĩa với sự xa xỉ và giàu có giống như máy bay, du thuyền và lâu đài của cá nhân. Tại Nga và một số nền văn hóa khác, mặc dù là món ăn xa xỉ, nhưng trứng cá muối là một phần phổ biến trong các ngày lễ hay đám cưới. Trứng cá muối được đựng trong các đồ dùng nhà bếp bằng sừng, gỗ hay vàng (xà cừ và nhựa cũng rất phổ biến), chứ ít khi trong các đồ bằng bạc hay thép không rỉ, là các đồ dùng có thể có ảnh hưởng đến hương vị và màu sắc của trứng cá muối. Sản xuất trứng cá muối thương mại bao gồm việc đánh bắt, xẻ thịt cá (thông thường với thân và đầu) và tách ổ trứng ra, mặc dù hiện nay một số nông dân đang thử nghiệm việc tách ổ trứng bằng phẫu thuật từ cá tầm sống và điều này cho phép cá tầm cái có thể tạo ra nhiều trứng hơn trong thời gian sinh sống của chúng. Trứng cá muối là một sản phẩm từ động vật vì thế nó không thể coi là món ăn chay. Tuy vậy, hiện nay trên thị trường cũng có loại "trứng cá muối" làm từ đậu tương và nó là một đồ ăn chay thực thụ.

## Bảo vệ nguồn trứng cá
Đầu thập niên 1900, cả Canada và Hoa Kỳ là các nhà cung cấp chính trứng cá muối vào châu Âu bằng cách khai thác trứng của cá tầm hồ ở miền trung phía tây các quốc gia này, cũng như từ cá tầm mũi ngắn và cá tầm Đại Tây Dương khi chúng vào các con sông ở bờ biển phía đông vào mùa sinh đẻ. Tuy nhiên vậy nhưng hiện nay thì cá tầm mũi ngắn đã được liệt kê như là dễ tổn thương trong sách đỏ của IUCN về các loài đang ở tình trạng nguy cấp và là nguy cấp trong Luật về các loài đang nguy cấp của Hoa Kỳ. Dịch vụ cá và động vật hoang dã Hoa Kỳ đã chính thức cấm việc nhập khẩu trứng cá muối Beluga được đánh bắt từ biển Caspi vào tháng 9 năm 2005 trong cố gắng nhằm bảo vệ loài cá tầm trắng đang gặp nguy hiểm tuyệt chủng này. Một tháng sau, lệnh cấm này đã được mở rộng cho trứng cá tầm muối được đánh bắt từ biển Đen vì các lý do tương tự. Tháng một năm 2006, CITES- công ước về buôn bán các loài đang nguy cấp, đã thông báo rằng họ "không thể cấp hạn ngạch xuất khẩu" năm 2006 cho các loại trứng cá muối khai thác từ các nguồn hoang dã. Nếu điều này không được giải quyết thì việc buôn bán trứng cá muối sẽ bị giới hạn cho các loại cá tầm được nuôi nhân tạo.